# رايبور (باكستان)

رايبور (بالإنجليزية: Raipur)‏ هي قرية باكستانية تقع في تحصيل كبيروالا بمقاطعة خانيوال بولاية البنجاب في باكستان. كانت حتى عام 2000 تابعة لمنطقة ملتان. وتشتهر بأنها مسقط رأس العالم الهندي هار غوبند خورانا الحائز على  جائزة نوبل في الطب عام 1968.
‌

## أعلام
- هار غوبند خورانا